# Joaquín José Casaus
Joaquín José Casaus (Llíria, 14 d'octubre de 1793- 1885) va ser un polític valencià, ministre del govern durant el regnat d'Isabel II d'Espanya.

## Biografia
Llicenciat en dret, fou fiscal de l'Audiència Provincial de Barcelona en 1834. En 1843 fou enviat a l'Audiència de Granada i el 1844 a la de València. Militant del Partit Moderat, en 1844 fou escollit senador per València. En 1851 fou nomenat magistrat del Tribunal Suprem d'Espanya i nomenat senador vitalici. Entre octubre de 1857 i gener de 1858 va ser ministre de Gracia i Justícia interí en el govern de Francisco Armero Peñaranda. En 1857 també fou nomenat vicepresident del Senat. Amb la restauració borbònica fou nomenat president del Tribunal de Comptes fins a la seva defunció.